# Dobrogea Nouă, Sîngerei
Dobrogea Nouă este un sat din cadrul comunei Dobrogea Veche din raionul Sîngerei, Republica Moldova.

## Personalități
- Anatol Latîșev (1961 - 2024), interpret de muzică populară.